# Macropodus
Pour les articles homonymes, voir Macropode.
Genre
Macropodus est un genre de poissons de la famille des Osphronemidae.

## Étymologie
Vient du grec makros, grand et de podos, pieds.

## Liste des espèces
- Macropodus erythropterus Freyhof & Herder, 2002.
- Macropodus hongkongensis Freyhof & Herder, 2002.
- Macropodus ocellatus Cantor, 1842.
- Macropodus opercularis (Linnaeus, 1758).
- Macropodus spechti Schreitmüller, 1936.